# Ectoneura major
Ectoneura major är en kackerlacksart som beskrevs av Morgan Hebard 1943. Ectoneura major ingår i släktet Ectoneura och familjen småkackerlackor. Inga underarter finns listade i Catalogue of Life.